# Storia di Scanno

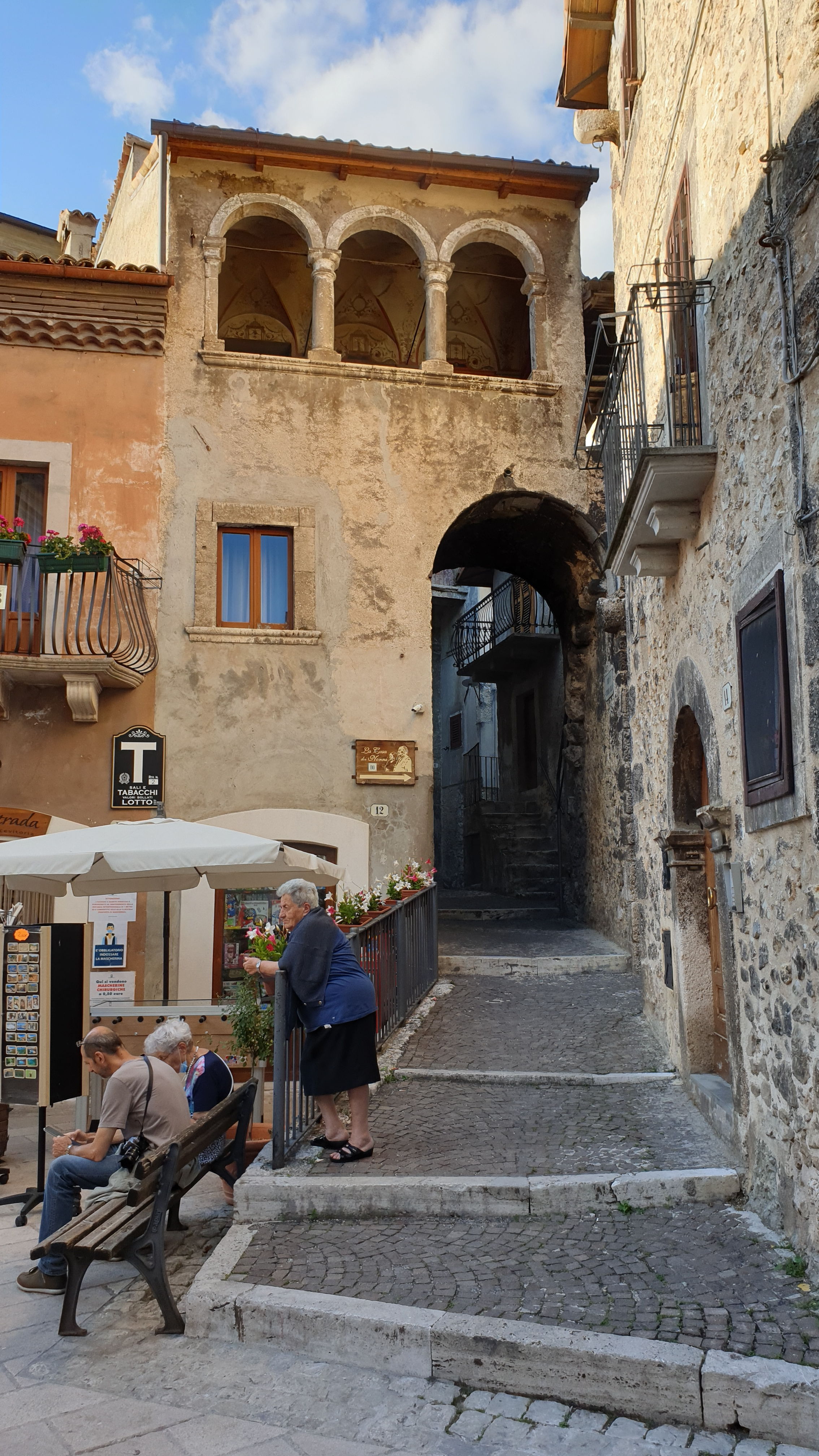
Scorcio di Case Roncone

Scanno incomincia ad essere abitata sin dal Paleolitico, tuttavia le prime tracce di abitazioni risalgono nell'età dei metalli, mentre di epoca seguente sono delle tombe e delle statuette raffiguranti Ercole. In epoca romana l'abitato fu assoggettato alla tribù Sergia. Nel pagus di Collangelo furono trovate delle iscrizioni inerenti Betifulo forse originarie di Sulmona o dal suo territorio circostante. Nel VI secolo vi fu la dominazione longobarda ma continuò a far parte del dominio del ducato di Spoleto sotto il dominio dei Franchi, in seguito fu dei Borrello. Durante il regno di Federico II, il patto fatto da un conte Di Sangro con un sultano turco scatenò le ire di un pontefice e la susseguente distruzione di Scanno da parte dei guelfi. Nel 1315 fu feudo dei D'Aquino mentre dal 1563 fu dei D'Afflitto, e dal 1791 iniziò il feudo dei Caracciolo. Nell'Ottocento dopo l'eversione dei feudi, nei territori limitrofi di Scanno vi furono delle orde di briganti che, in seguito furono sgominate dai carabinieri, tra cui Chiaffredo Bergia, nello stesso periodo i Di Rienzo, dei borghesi locali, si sostituirono nelle proprietà ai feudatari locali.

## Origini del nome
Il nome di Scanno parrebbe derivare dal latino Scamnum col significato di sgabello o scranno, secondo altri deriva dal latino scannum che indicherebbe il confine delle centurie romane con cui si divideva un territorio conquistato, oppure in un'iscrizione trovata presso la chiesa di Sant'Angelo in Barreggio (Villetta Barrea), in cui si citava Scanno-Betifulo. Tuttavia il nome venne citato in un documento della cronaca Cassinese in cui si cita Venit ad Scamnum, termine che si corruppe in Scageum, poi in Scamnum, infine nel nome odierno.

## Storia

### L'età antica

#### Preistoria
Degli insediamenti presso le pendici delle Toppe Vulgo risalgono al Paleolitico, ad un periodo risalente 400.000-350.000 anni fa, che ne testimoniano la frequentazione umana.

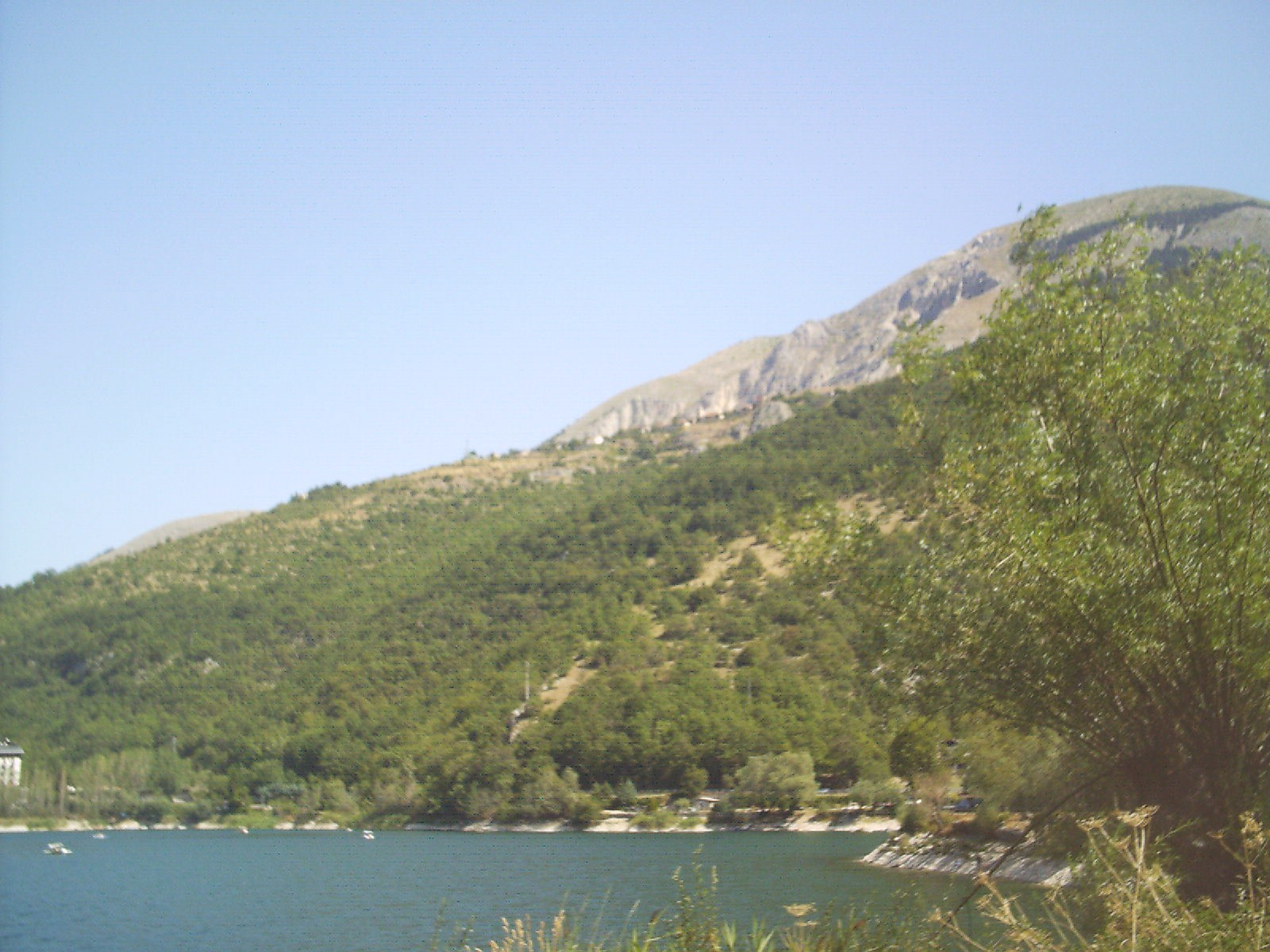
Il monte Genzana visto dal lago di Scanno

Del Neolitico sono degli insediamenti siti sul Monte Genzana, risalenti al V millennio a.C., e attestano uno sfruttamento del territorio a carattere pastorale.
In seguito, in un periodo compreso tra l'età del bronzo e gli inizi dell'età del ferro, tra il X ed il IX secolo a.C., risalgono il fondo di una capanna con delle tracce di rivestimento, e delle tracce di ceramiche che hanno permesso di datare l'insediamento sito, nei pressi della circumlacuale del lago di Scanno, alla civiltà del periodo subappenninico-protovillanoviano. La struttura, rinvenuta mediante i lavori di costruzione della via circumlacuale, fa supporre un'abitazione non isolata e di un insediamento ben più ampio sito presso le sponde del lago.

I reperti sono da ascrivere ad una capanna, ma i reperti ritrovati fanno sospettare ad uno stanziamento più grande.

#### L'epoca preromana
Di epoca successiva sono delle sepolture: delle sepolture ad inumazione ritrovate presso il Carapale nel 1898, durante dei lavori di potenziamento della rete idrica del paese. Le coperture erano in pietra locale. Le tombe hanno conservato reperti che sono attribuiti al VI-IV secolo a.C. tra cui sono da citare: olle, anforette e leyathoi in ceramica lavorata a mano; ma non mancavano oggetti in bronzo, tra cui: catenine in doppia maglia, un vasetto in miniatura usato come pendente.
Una di queste tombe non era coperta né da laterizio, né da lastre calcaree né includeva materiale funebre. Altre due tombe contenevano degli scheletri faccia contro faccia. In una di queste due ultime tombe si rinvenne un vaso rotto con all'interno una piccola anforetta. Un'altra tomba era realizzata da muretti eretti a secco e coperta da delle lastre di pietra non lavorate. All'interno vi era un vaso.
Alla sinistra del Carapale sono stati ritrovati dei frammenti di tegole, forse prova di varie alluvioni che hanno distrutto delle case.
In località Acquevive, sempre nel 1898, presso la sponda sinistra del lago di Scanno, presso uno scoglio è stata portata alla luce un'altra tomba con, all'interno due piccoli anelli in bronzo con delle lamine ed un filo bronzeo non saldate ed un pugnale in ferro.
Mediante i ritrovamenti venne fatta una ricostruzione delle zone abitate in epoche arcaiche, e venne così ipotizzato che gli insediamenti vennero edificati in prossimità dei corsi d'acqua, situazione che si mantenne fino al periodo della prima guerra sociale.
Nello stesso anno fu scoperta un'altra sepoltura in località Acquaviva presso il lago. La tomba è inerente ad un individuo adulto con corredo funebre di lance ed un pugnale di ferro. In precedenza, nel 1874, sempre ad Acquaviva furono trovate alcune statuette raffiguranti Ercole in atteggiamento assaltante. Una di queste statuette, andata persa, era alta , raffigurava Ercole con la pelle del leone nemeo che cingeva il capo e legata al petto. Un'altra statuetta di Ercole fu trovata in località Fonte Coperta, sulla riva sinistra del torrente Carapale, ove furono ritrovate anche delle altre sepolture.

#### Il periodo romano

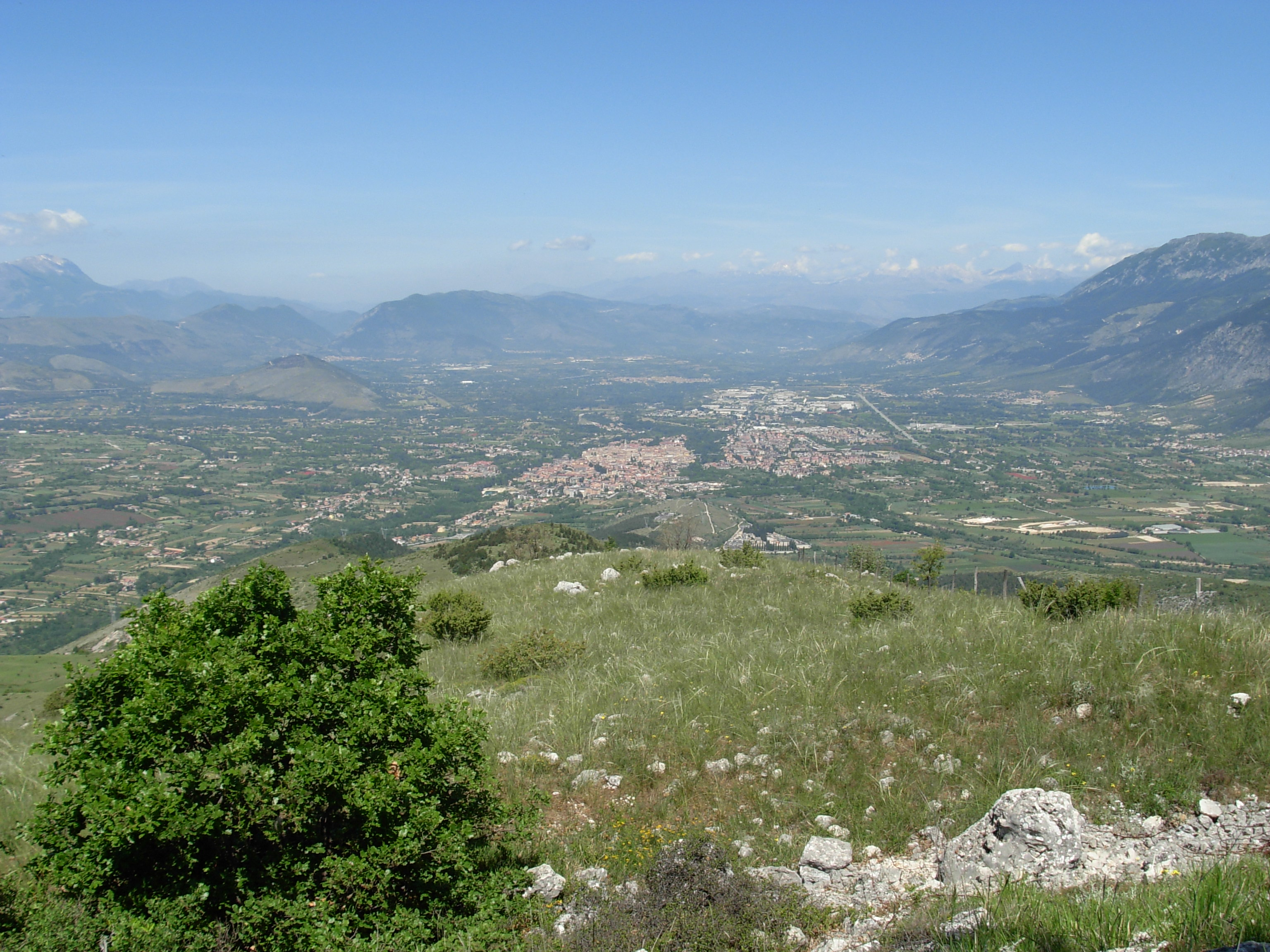
Veduta della Valle Peligna dall'alto

Giovanni Pansa, citando gli storici Tanturri e Colarossi-Mancini, ipotizza che nel 217 a.C. si fosse scatenato un terremoto che deviò le acque del fiume di Monte Genzana, riempiendo il bacino lacustre
Dopo la guerra sociale (91-89 a.C.), in seguito alla definizione giuridica dei territori assoggettati, la Valle Peligna ed il territorio fino a Scanno fu assoggettato alla tribù Sergia nella terra dei Peligni. In seguito, i territori preferiti dai romani in età tardo-repubblicana ed imperiale per dei piccoli insediamenti da realizzare, soprattutto ville e fattorie, furono le località chiamate Giardino, Collangelo e Iovana, ma anche il Vallone dei Romani e dei Romani siti più in alto, rimandano ad antiche ascendenze. A Collangelo furono trovate delle tombe e materiali da costruzione, Antonio De Nino alla fine dell'Ottocento nelle sue campagne di scavi avvalorava il ritrovamento in zona, di tre iscrizioni lasciando gli studiosi ad ipotizzare che si trattassero di iscrizioni topografiche e storiche.
Queste tre iscrizioni, pertinenti delle sepolture, risalgono ad un periodo compreso il I secolo a.C. ed il I secolo d.C. ed oggi murate una nella chiesa di San Giovanni Battista, una nella chiesa di San Rocco, mentre la terza è andata smarrita. Secondo Alfonso Colarossi-Mancini, Collangelo sarebbe confuso con il Colle Sant'Angelo sito nei pressi della già citata Acquaviva. Nel Museo della lana a Scanno si conserva un'altra iscrizione anticamente murata in un edificio privato della località Giardino. Questa iscrizione rinvenuta nel 1921 nel Fosso Iovana mostra due nomi gentilizi romani Alfius e Gaidius. Le due iscrizioni rimaste di Collangelo citano delle cariche magistratuali inerenti al municipium di Betifulo, tuttavia l'impossibilità della presenza di magistrati nel territorio di Scanno giustificato dalla mancanza di un centro urbano definito giuridicamente e strutturato nelle forme consuete di amministrazione che comprendevano dei decurioni e di quattuomviri fa ipotizzare che le iscrizioni provengano da Sulmona o dal suo contado, questo farebbe cadere l'ipotesi che Betifulo corrisponderebbe a Scanno, così come l'ultima iscrizione succitata farebbe ipotizzare che il ruolo dei due personaggi fosse quello dei due magistrati, inerenti al municipio di Sulmona del I secolo d.C..
Altre tracce dell'antichità romana a Scanno sono nelle parti di muratura non attribuibili ad un periodo ben definito ritrovate presso la chiesa di San Lorenzo a Iovana ai piedi dell'antico borgo fortificato di Torre Iovana, località che Colarossi-Mancini vorrebbe deformazione di Iovis Ara su una base che richiama una suggestione fonetica non ancora provata da delle prove archeologiche.

### Il problema di Betifulo

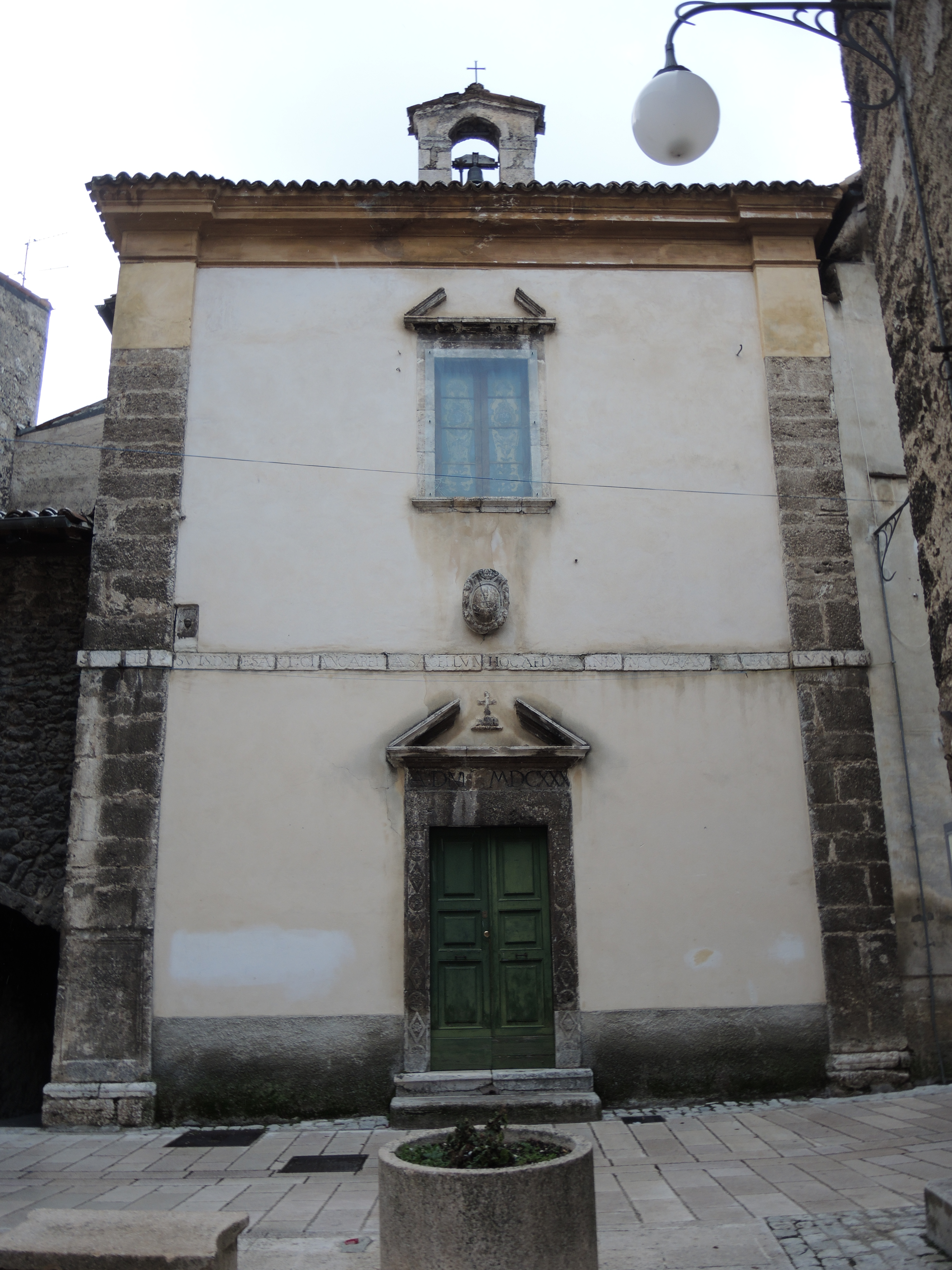
La facciata della chiesa di San Giovanni Battista: la lapide con l'iscrizione di Betifulo è sita in basso nella parasta a sinistra di chi guarda

Betifulo era un insediamento preistorico di Scanno, l'insediamento continuò ad esistere anche in epoca romana e cristiana, fu un pagus ma taluni lo considerano municipio, ma Alfonso Colarossi-Mancini nel suo libro Storia di Scanno e della Valle del Sagittario' asserisce che il più vicino municipio romano era Sulmona in quanto a Scanno non c'era un tessuto urbano ben definito come per l'appunto a Sulmona. Tuttavia uno dei primi documenti che cita Scanno è del 1067, trattasi di un documento della Cronaca cassinese, in cui dei conti valvensi fecero una donazione al monastero di Cassino, in questo documento il borgo viene citato come venit ad Scannum come confine di San Pietro in Lago e questo nome si mantenne per alcuni documenti redatti in seguito, mentre precedentemente, forse era chiamato Betifulo.

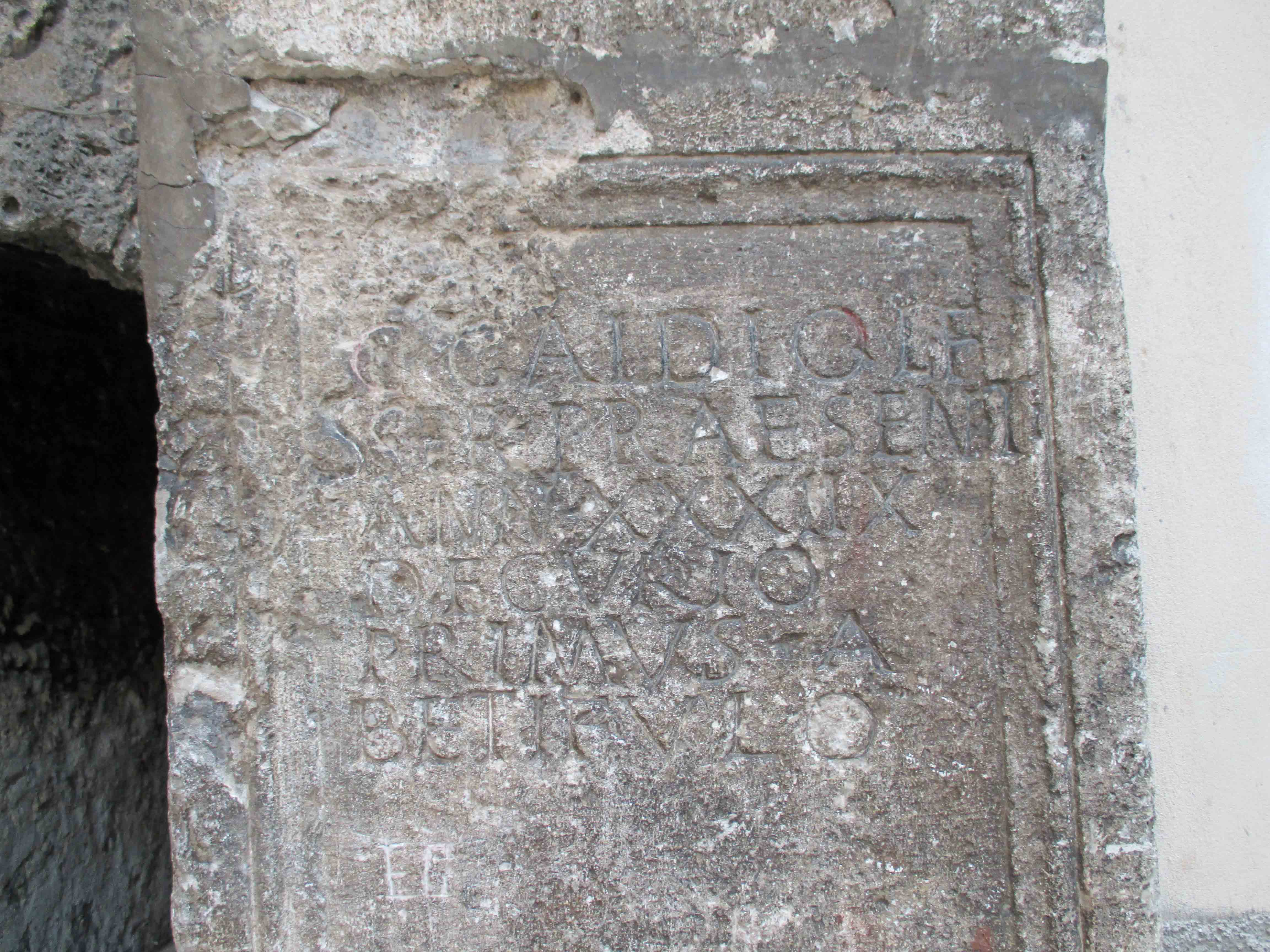
L'iscrizione ritrovata a Colle sant'Angelo si trova ora murata nella facciata della chiesa di san Giovanni Battista dove si fa riferimento a Betifulo, chiesa ove è ora visibile

### Il Medioevo ed il Rinascimento
Scanno sicuramente fu inglobata da Augusto nella Regio IV Samnium. Dopodiché non si hanno più attestazioni sino al Medioevo. Tra il 568 ed il 572 vi fu il periodo longobardo. I longobardi lasciarono ai Bizantini solo piccoli territori di presidio, e si pensa che delle torri di guardia vi fossero anche nei pressi di Scanno. Questo periodo fu un momento molto buio in cui i genitori non seppellivano i propri figli, il grano e l'uva non venivano raccolti. Ovunque regnava il silenzio, la desolazione ed il fetore dei cadaveri lasciati a decomporre nelle piazze e nelle campagne. Tuttavia i longobardi erano tolleranti assimilando culture, credenze, usanze e religioni.
Non si può affermare con certezza quando il cristianesimo arrivò alla valle del Sagittario ma è certo che a Betifulo, una volta accettata la cristianità, gli abitanti del nucleo iniziarono a chiamare il loro borgo Sant'Angelo, e di certo dovette succedere la stessa cosa a Collangelo che come Iovana doveva avere un nome di una divinità greca. Sicuramente la costruzione delle prime chiese in zona avvenne tra l'VIII e il IX secolo, dato il toponimo stesso "Sant'Angelo" di chiara derivazione tardo longobarda e franca. In seguito, con le invasioni degli Eruli e degli Ostrogoti incomincia un periodo di oblio nella zona scannese. Alcuni attribuiscono proprio al periodo bizantino-longobardo l'arrivo dalla costa abruzzese di popoli emigranti che avrebbero introdotto a Scanno la nota costumanza delle donne, mentre altri storici come il Colarossi-Mancini vogliono che tale usanza derivi dalla presenza federiciana a Scanno.
Ludovico II imperatore rinnovò a Sant'Angelo di Barreggio (presso Villetta Barrea) la chiesa di Sant'Angelo ad acquam vivam che doveva sorgere nei pressi di Scanno, in seguito, nel 964, questa chiesa fu confermata da Ottone I di Sassonia ai monaci di Montecassino e, nel 973 fu confermata da Ottone II, figlio di Ottone I, a Sant'Angelo di Barreggio.
In seguito, dopo l'istituzione dei trentasei ducati furono tolti definitivamente gli ultimi privilegi delle dinastie di senatori romani a Scanno, inclusa nel ducato di Spoleto.
Sotto il dominio dei Franchi Scanno continuò a far parte del dominio del ducato di Spoleto.
Intorno all'anno 1000 il titolo di conte diventò ereditario, ed il quel periodo, i conti del gastaldato di Valva presso Corfinio erano Berardo, Todino e Ranisio.
In seguito, nel 1042, il dominio passò ai Borrello i quali, dopo essersi spostati nella Valle del Sangro, con la sede del potere sparsa tra gli stessi centri di Borrello, Civitaluparella, Pescopennataro, cambiarono il nome in Di Sangro.

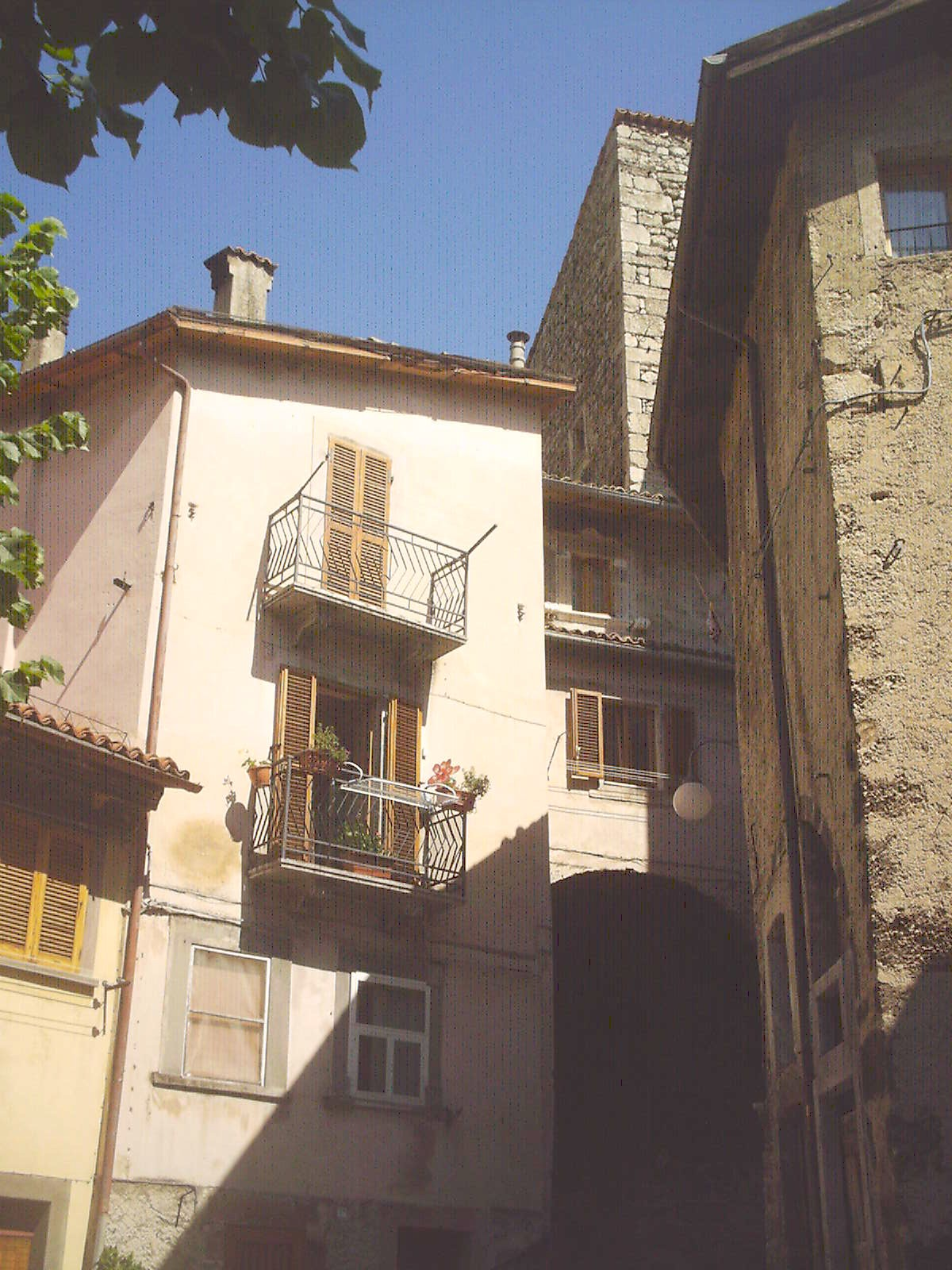
Zona di Scanno ove molto probabilmente si è sviluppato il nucleo originario del paese

Tuttavia il primo documento che parla di Scanno si trova nella Cronica Cassinese del 1067 quando un atto di donazione dei Conti di Valva per i monaci per il monastero di San Pietro in Lago. Nell'atto si cita come confine venit ad Scannum. Questo nome si cita anche in documenti successivi a questa data. In tali altri ancora successivi il nome mutò in Scageum ed in Scamnum.
Nel 1188 come pare citare una Bolla Corografica, il castello di Sant'Angelo non esisteva già più, questo castello pare esistere già nel 1067. Si supponeva che fino in questo periodo fosse composto di soli due paesi: Collangelo e Iovana che si riunirono ad esso nel XV secolo, la bolla attesta che invece i paesi che lo formarono furono quattro (il quarto pare essere Scanno vecchio).
Odorisio di Sangro, nel 1094 in procinto di morte donò ai monaci cassinesi i diritti su Frattura e Collangelo con tutto ciò che gli apparteneva per eredità. Il figlio di Odorisio, Berardo, nel 1098 confermando i doni del padre, donò ai cassinesi altre sue proprietà tra cui il Monte Godi.
All'incirca nello stesso periodo risale la distruzione del Castello Sant'Angelo da parte dei guelfi, i pochi abitanti restanti a Sant'Angelo ed Acquevive si trasferirono definitivamente a Scanno, fatto avvalorato da alcuni documenti, tra cui nella Cedula generalis subventionis del 1320 dell'epoca che non citano questi due centri.
Secondo il Catalogo dei Baroni del XII secolo, Simone di Sangro, capitano al servizio del Re di Napoli, possedeva tra gli altri feudi: Scanno, feudo di un milite; Collangelo in Balba (ossia presso il territorio di Valva); Frattura, feudo di un milite; Castello di Tasso, feudo di un milite; alle dipendenze di questi militi vi erano molti valvassori con molti feudi. Simone di Sangro che aveva il maggiore feudo ad Anversa, disponeva di un totale di 179 militi, con 476 serventi. In seguito Simone di Sangro perdette i suoi possedimenti per una congiura contro il re ma tali feudi li ricevette indietro dalla regina Margherita di Navarra, moglie di Guglielmo II il Buono. Alla morte di Simone le sue proprietà furono ereditate dai suoi figli, Rinaldo, abate e cardinale, e Sinibaldo. Quest'ultimo fu conte e proprietario di molte terre e castelli ma non del contado di Scanno, fatto di cui se ne ignorano i motivi.
Rinaldo di Sangro conte di Anversa, alleato di Federico II di Svevia, stipulò un patto con il sultano Al Kamil assicurandosi così nel 1229 il controllo di tutti i luoghi principali della cristianità scatenando le ire dell'allora papa Gregorio IX che minacciò di scomunica chiunque avesse rapporti con i turchi. Federico II cercò tuttavia un incontro pacificatore ma il misfatto terminò in una disputa che si prolungò anche dopo la morte del papa causando vari saccheggi e lutti i tutta l'Italia centrale compresa Scanno, già rasa al suolo da un precedente terremoto ed ora distrutta da mercenari guelfi. Furono verosimilmente risparmiate le chiese di Sant'Eustachio e di Santa Maria della Valle poiché sono citate in bolle papali del 1156, del 1183 e del 1188. Questo periodo fu un altro periodo oscuro flagellato da disgrazie naturali di qualsiasi natura e da scontri di faide e di fazioni.
Alla morte di Rinaldo I di Sangro si succedettero i suoi tre figli che si spartirono i feudi frazionando i vari paesi del contado in parti uguali tranne i tre centri principali: Bugnara, Anversa e Scanno, che se li suddivisero uno ciascuno, così si fondarono tre contee con il capoluogo i tre centri testé menzionati. Estintasi la discendenza di Berardo di Sangro, conte di Bugnara, questa contea venne riunita con quella di Anversa. Queste due contee riunite sotto il controllo di Anversa seguirono le sorti della contea di Scanno fino al Settecento.
In seguito, a Todino II di Sangro successero i figli Berardo II e Margherita. La loro contea comprendeva Scanno, Castrovalva, un quarto del feudo di Castel di Sangro ed alcune parti dei feudi di Collangelo, Iovana, Pescasseroli, Opi e Civitella Alfedena, ma sono comprese alcune parti di montagne e valli, tra cui Monte Godi, Monte Pantano, Serra di Chiarano e Valle della Corte.
In questo periodo vi furono delle inquisizioni (censimenti) ordinate dal re Carlo. Le inquisizioni ebbero luogo tra l'altro a Scanno, Frattura, Collangelo e Collangelo ed i rapporti furono presentati nel 1277.:
- Frattura 3 once, 23 tarì e 10 grani e per l'allevamento 5 tari;
- Scanno, 13 tari e 17 grani e per l'allevamento 4 tari;
- Collangelo, 20 tari e 10 grani e per l'allevamento 5 tari;
- Iovana, 21 ed un grano e per l'allevamento 4 tari.

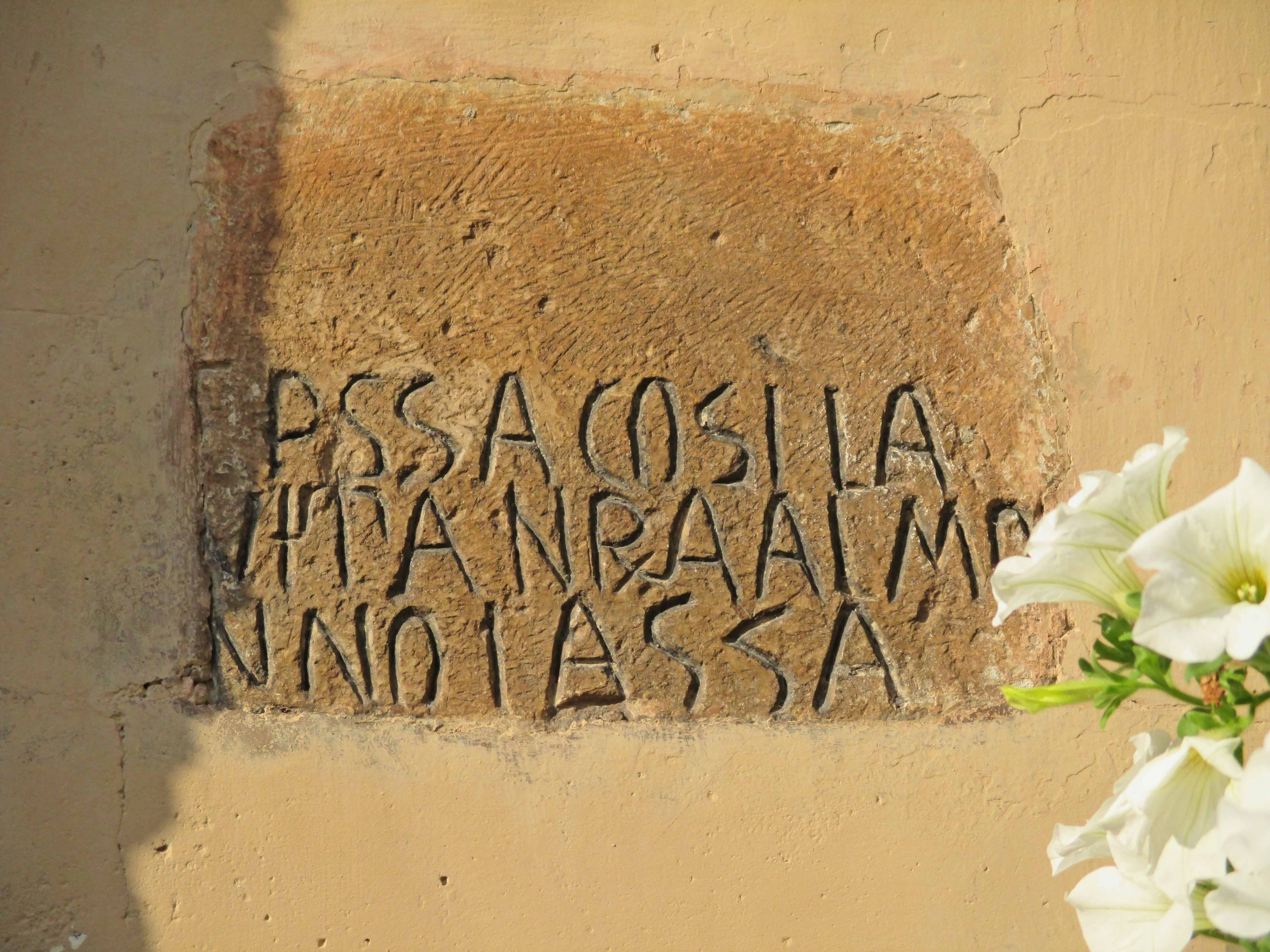
Lapide in dialetto di Scanno sita davanti alla chiesa di San Rocco

In seguito, in una visita pastorale del 1356, il vescovo De Silanis di Sulmona-Valva, in una relazione afferma che a Scanno i ministri di culto sono sei mentre a Iovana sono nove, e a Collangelo tre. La tassazione della precedente cedola e il numero dei ministri citato nella relazione del ministro afferma che in questo periodo Iovana era più grande e importante di Scanno. Nel 1427 le località di Iovana e Collangelo sono ancora abitate poiché in quell'anno sono venduti degli appezzamenti di terreno, alcuni di proprietà di Cola Tommaso di Sangro, ai fratelli Nicola e Rinaldo dalla regina Giovanna II.
Nel 1337, grazie all'intervento dell'Opera Pia della Santissima Pietà con sede nell'ex chiesa del Carmine (oggi San Rocco), fu aperta a Scanno una farmacia per i poveri con annesso ospedale o asilo per i poveri come assicurava una lapide, oggi scomparsa, sita nella chiesa di San Rocco.
Si può affermare che molti centri limitrofi a Scanno fossero già disabitati tra la fine del XV e la metà del XVI secolo. Collangelo e Iovana che nel XIV secolo avevano ciascuna delle due località una chiesa (si ricorda la chiesina campestre di San Lorenzo fuori Iovana), già nella seconda metà del XV secolo erano disabitate. Tuttavia Ferdinando d'Aragona re di Napoli, in un documento investe i principi Di Sangro con metà delle terre di Bugnara, con un terzo delle terre di Frattura e di un terzo delle terre di Collangelo e di Iovana. Questi due ultimi feudi, nel corso del XVI secolo furono venduti a compratori di Scanno, anche se il riconoscimento avverrà un secolo dopo.
Iovana e Collangelo, ridotti in miseria, furono abbandonate. Tuttavia una leggenda narra che i cittadini di queste due contrade abbandonarono i due centri abitati, in seguito ad una disfatta sulla strada per Pescasseroli ed Opi dopo una guerriglia con gli scannesi, e quindi furono annessi. Tra l'altro nel 1447, quando il governo napoletano formò il registro dei fuochi del regno, a Scanno si contarono 46 fuochi ed a Frattura 23, ma non vengono nominate affatto le zone di Collangelo e Iovana, le quali dovettero già essere state abbandonate. Gran parte degli abitanti si dovette trasferire e stanziare a Scanno come attesta la successiva conta dei fuochi passata dal 46 del 140 del 1524, vista la prosperità economica in cui stava navigano la villa. Comunque alcuni di essi si trasferirono anche a Sulmona, dove si trovarono tra il 1428 ed il 1448 un certo Berardo di Collangelo, un Antonio di Rienzo, un Gizzo, un Cola Abate e molti altri ex coloni di Iovana che si stanziarono nella Cattedrale di San Panfilo o semplicemente vi avevano acquistato dei beni nei pressi.
Il 30 dicembre del 1450 un terremoto sconvolse il contado peligno, il terremoto del 1456 fu quello più grave che distrusse vari centri abruzzesi, compresa Sulmona. Oltre Sulmona, Pratola Peligna e Vittorito si ebbero molti danni anche nelle Gole del Sagittario. Le cronache del tempo narrano di molti morti e feriti schiacciati sotto il peso delle macerie.
Nell'epoca di Giovanna II furono fatte riscuotere gabelle ai proprietari di greggi dai suoi esattori. Nello stesso tempo i pastori furono spesso rapinati delle loro greggi, durante la transumanza in Puglia. Con l'istituzione della suddetta dogana a Foggia, Alfonso I di Napoli obbligò tutti i pastori a svernare nel Tavoliere delle Puglie, sottoscrivendo anche delle leggi di protezione e lasciapassare per i pastori transumanti del Regno, impedendo loro di andare nell'agro romano o nella Maremma. Nel 1645 a Scanno si contavano 67.486 capi che, in un secolo aumentarono fino a 86.749 capi. L'industria del pannolana poté godere a Scanno di particolari franchigie sin dal '500.
Nel 1501 la pastorizia conobbe un tracollo per via del freddo, delle abbondanti nevicate, delle predazioni e dei litigi per il dominio assoluto tra i due dominatori del regno (i D'Avalos e i D'Aquino), a queste si aggiunsero le usurpazioni del Tavoliere da parte del baronaggio e di massari di campo e la noncuranza dei doganieri, in questo periodo la pastorizia abruzzese continuo ad esistere, anche se in declino, con qualche esigua risorsa per un periodo assai breve.

#### Scanno nell'epoca del viceregno spagnolo
Ferrante Francesco D'Avalos D'Aquino signore di Vasto nell'Abruzzo, nel 1504 possedeva, tra l'altro il feudo di Scanno, mentre nel 1523 Scanno viene citata come «terra del conte di Anversa» in un documento dell'archivio cassinese, tuttavia l'affermazione risulta falsa perché Scanno in questo periodo è sempre feudo della famiglia D'Avalos che lo avevano ereditato dai D'Aquino e lo tennero ininterrottamente fino al 1599. Continuando a leggere il documento si evince che i conti «usurparono il dominio della villa», del resto già di loro proprietà per acquisto nel 1509, divenendone «pacifici» possessori nel 1515. Da questo fatto emerge che lo scrittore del documento voleva mettere in cattiva luce i conti suddetti. Inoltre lo stesso documento afferma che l'Università di Scanno pagava ogni 15 agosto 24 ducati alla chiesa di San Pietro de Lacu (il monastero benedettino fondato dal patrono di Cocullo San Domenico abate, era nei pressi dell'eremo di Villalago) più due al camerlengo per i danni subiti. Difatti i Belprato, signori di Anversa, avevano usurpato i possedimenti della montagna del monastero di San Pietro in Lago e proibivano la vendita al monastero delle ghiande e della faggina riservando il pascolo gli abitanti di Villalago. Usurparono, tra l’altro, la pesca nel Sagittario e dei laghi impedendola allo stesso monastero e proibendogli di costruire anche altri mulini. In seguito gli abitanti di Villalago usurparono tagliando le querce ed adibendola a colture mentre gli abitanti di Scanno usurparono la pesca nel lago grande il quale, forse in questo periodo, acquisì il nome di lago di Scanno, forse in questo periodo nacquero le contese tra i due feudi di Scanno e Villalago per il possesso del lago. Le dispute si risolsero sempre in favore di Scanno. In seguito per furto o distruzione per incendio di documenti concernenti la contesa nel 1826 venne risolta la disputa dividendo il lago in parti uguali tra i due contendenti.

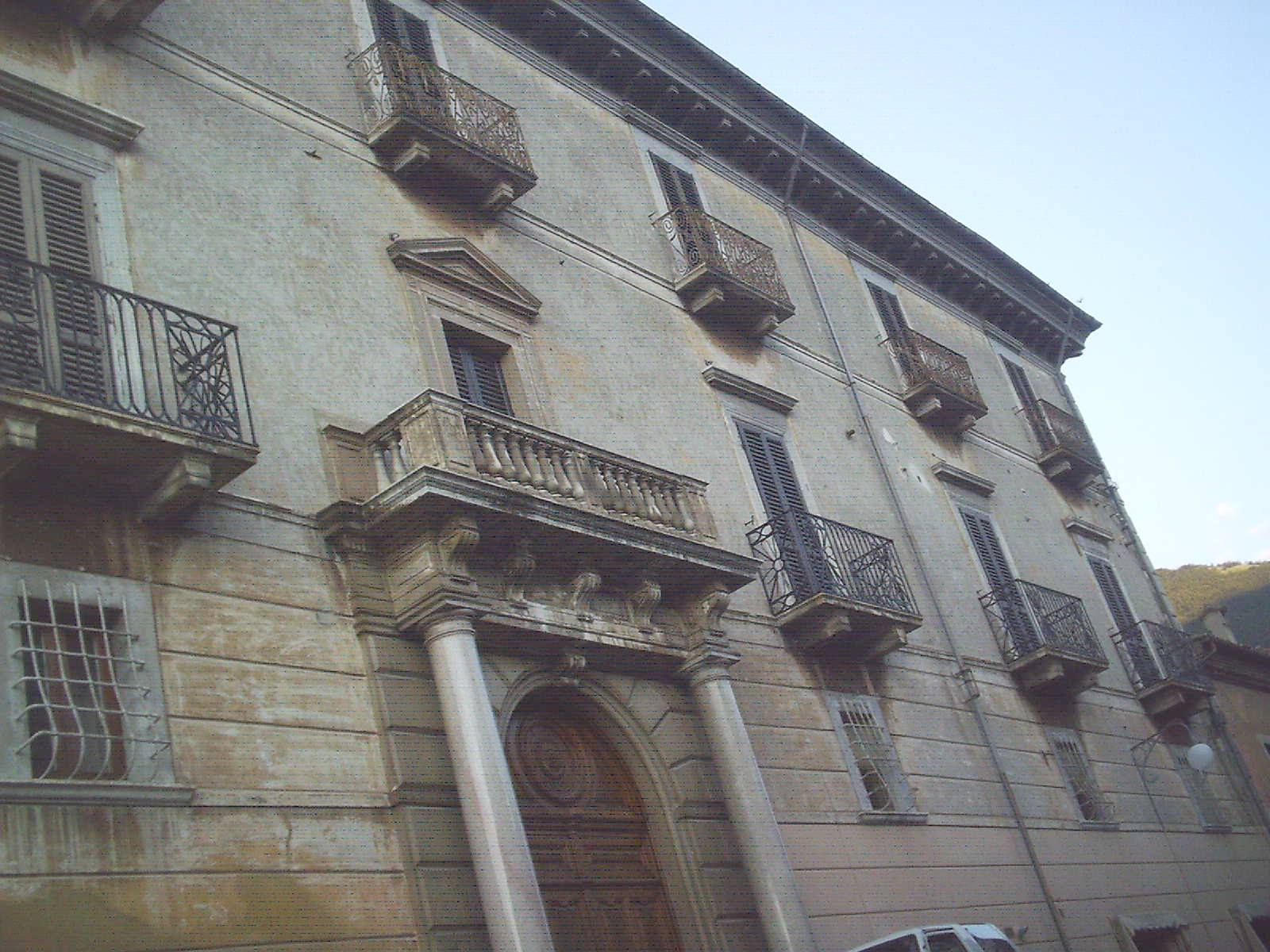
Il palazzo di Rienzo, sede del comune fino all'epoca dell'eversione dei feudi

All'incirca nel 1543 agli abitanti di Scanno pareva troppo lungo il tragitto per Villalago, e quindi per Sulmona, la strada che passava per il Colle di Sant'Egidio per poi scendere in località Acquevive per percorrere la sponda orientale del lago di Scanno, al contrario della strada attuale 84 Sannita, indi decisero di aprirsi un varco presso ora vi è la Chiesa della Madonna del Lago. I mezzi cui disponeva l'Università scannese non erano sufficienti quindi gli abitanti si dovettero accontentare di aprire un varco angusto e stretto, spazio di cui si può ancora scorgere traccia dietro la chiesetta. Indi, per la pericolosità del passaggio (molti uomini sono precipitati nel lago attraversando il passaggio, quindi fu optata l'alternativa attuale, cioè la strada pianeggiante che attualmente passa sotto la chiesetta ove ci passano anche le autovetture. Questa nuova strada fece infuriare gli abitanti di Frattura, in quanto era tagliata fuori dai collegamenti, e in quanto il fianco della montagna su cui è stata costruita la strada era di proprietà loro. Così gli abitanti di Frattura aprirono degli atti giudiziari ad Anversa degli Abruzzi che si risolse in favore di Scanno. A questo stesso periodo risale l'incendio dell'archivio comunale. In questo periodo la sede del comune era sita presso la rimessa del Palazzo di Rienzo presso il largo dell'Olmo, detto così perché vi era un olmo ove si facevano delle riunioni dell'assemblea comunale.
Nel 1536 Gianalfonso e Gianconsalvo, nipoti di Simone di Sangro vendettero le loro quote della loro proprietà di Torre Ianova e dintorni a Bernardino di Sangro, per via che erano da tempo inabitati. In seguito l’università di Scanno ebbe l'intenzione di acquistare questi feudi inabitati dai di Sangro. Il prezzo per l'acquisto fu fissato in 5600 ducati, di cui 2600 furono pagati all'atto mentre i rimanenti 3000 furono pagati a rate.
Nel 1588 Marco Sciarra brigante del teramano, terrorizzò tutto il circondario incendiando dapprima Vittorito, poi Introdacqua e Bugnara ma trovò resistenza proprio a Scanno con le mura e le porte ben presidiate. Fu costretto alla resa e per vendetta uccise i pochi pastori che trovò nei dintorni e distrusse raccolti, armenti e gli stazzi.
Nel 1532 Scanno contava 135 fuochi, mentre nel 1545 diventano 228 e nel 1595 368. Questo aumento demografico fa pensare che in tutto il XVI secolo continuò, nelle località vicine, come prova di questo un documento citato dal Colarossi-Mancini testimonia che nel 1670 i fuochi sono 510.
Alla fine di questo secolo a Scanno si potevano contare 5 gualchiere, di cui si rinviene traccia ancora in località San Liborio. Cominciò una fiorente attività: concia di pelli, produzione di latticini, tessitura di pannilana, produzione di scarpe e artigianato della colorazione. Tuttavia i più importanti settori erano quelli della tinteggiatura della lana e della produzione del formaggio dalla scorza nera.
Nel 1558 i feudi di Collangelo e Iovana furono acquistati da Scanno per una somma di 4800 ducati. Gli acquirenti furono insigniti del titolo di "barone", che dovettero pagare una quota annua di 150 ducati ai signori Pascale di Napoli feudatari, che non sempre furono corrisposti, difatti nel 1714 vi è un reclamo dei due feudi contro l'università di Scanno per avere la corresponsione del dovuto.

### L'Evo moderno

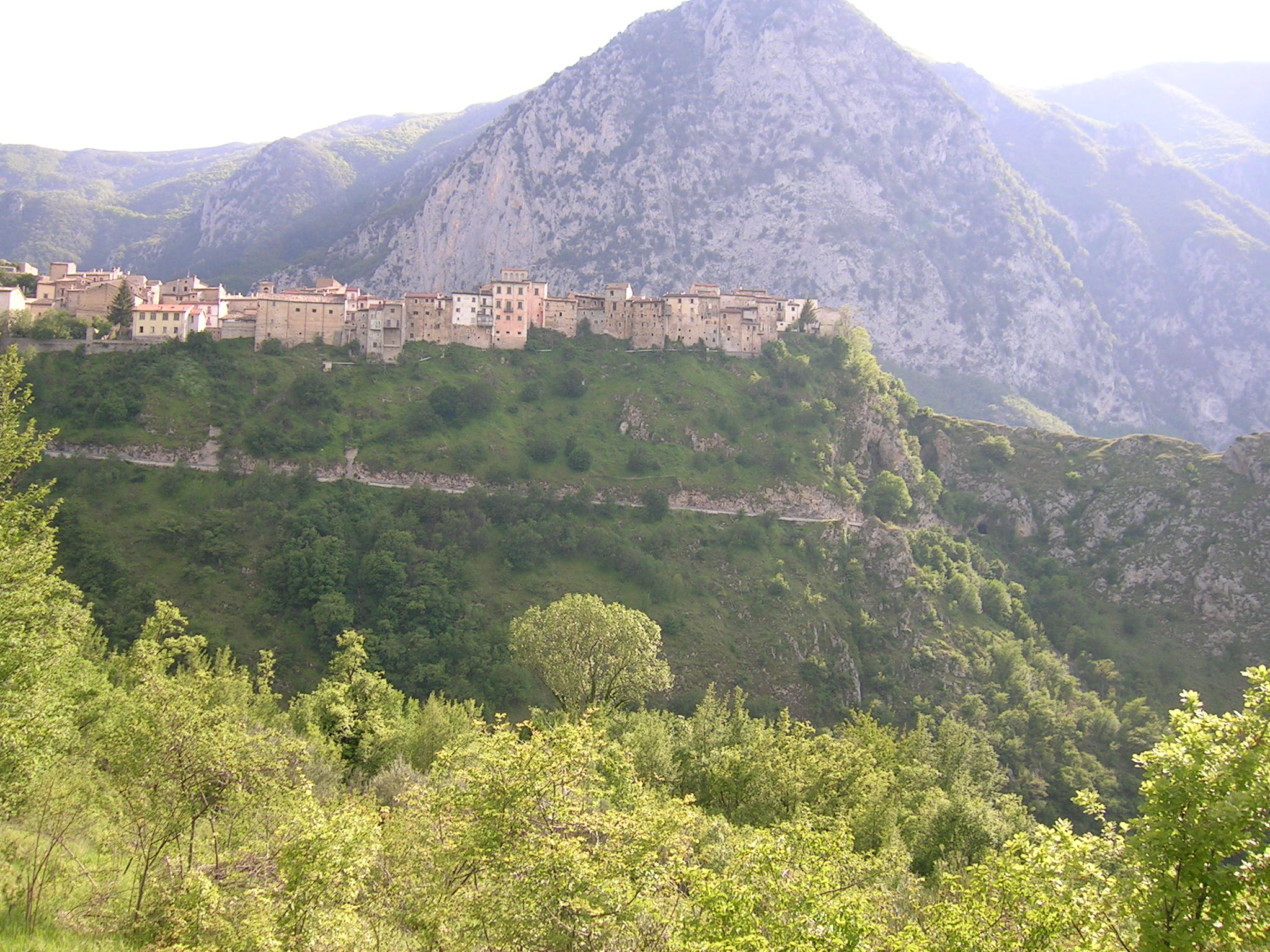
Panorama di Castrovalva

Il nuovo barone di Scanno e Castrovalva fu Annibale Pascale di Napoli laureato in giurisprudenza. Verosimilmente faceva parte della famiglia dei Pascale di Sessa.
Nel 1604, durante il periodo di ridistribuzione dei feudi del Viceregno spagnolo di Napoli, per volere del viceré di turno, ai diversi signorotti, don Pascale era tra i possidenti di pecore extra locatione, possedendo vari pascoli che furono così annotati: «Vacuo di Pantanella Grande, per D. Pascale di Napoli, pecore 303; vacuo della metà delle Stigete per la marchesa di Trivico e D. Pascale di Napoli, pecore 1329; Montepetruso per il capitano Domenico Antonio de Sanctis della Rocca del Casale e per D. Annibale Pascale di Napoli, pecore 3000, 12 carra di Lama Caminata per D. Annibale Pascale di Napoli e capitan Domenico Antonio de Sanctis della Rocca del Casale, pecore 2040».
Il 4 aprile del 1614 Pascale vendette la baronia di Castrovalva per 5000 ducati a Pasquale di Salvo, il quale, essendo minorenne, per il rogito ebbe bisogno dell'assenso del padre. Con questa vendita Castrovalva fu definitivamente separata da Scanno e passò ad Anversa. Con la vendita venne dichiarato che parte del ricavato doveva destinarsi a Caterina Scafarda, madre di Lorenzo Pascale, per conto della sua dote, e 1000 ducati erano da destinarsi alla chiesa di Santa Maria delle Cuncanelle di Bugnara per il legato ad esso fatto da Annibale Pascale. Questa vendita fu seguita dal regio assenso nello stesso anno.
L'anno seguente fu venduto anche il feudo di Scanno in favore del dottor Tommaso de Franchis napoletano per 30.000 ducati. Le condizioni di vendita furono che il figlio di Annibale Pascale De Franchis sborsò parte dei soldi da destinarsi alla dote di Caterina Scafarda, il resto da versare sul banco per i creditori. De Franchis comprò il feudo di Scanno per conto di Michele d'Afflitto.
Per intercessione degli abitanti di Scanno e per intercessione di De Franchis, Michele d'Afflitto approvò i Capitoli e le grazie già concesse all'Università nel 1601 da Annibale Pascale.
L'Abruzzo nei primi del Seicento fu scosso da un terremoto, di cui anche Scanno subì danni considerevoli.
Mentre de Tommaso De Franchis governava su Scanno per i D'Afflitto, questa famiglia viveva nella corte di Napoli.
Un altro terremoto del 1654 scosse l'Abruzzo e la Valle di Comino, a Scanno crollò la chiesa della Madonna di Loreto e di Sant'Eustachio, in seguito ricostruita dalle fondamenta.
Due anni più tardi Scanno nel 1656 fu attaccata dalla peste. Il primo cittadino ad essere attaccato fu un certo Tiello Schiarica, il quale morì subito. Certamente fu l'unico caso mortale dato che la popolazione chiuse le porte del paese. L'università munì le porte di guardiani con l'incarico di non lasciare entrare e non uscire nessuno. Questo provvedimento si rivelò salubre dato che nel 1595 il conteggio dei fuochi censì 368 fuochi, mentre nel 1670 si elevò a Frattura i fuochi calarono da 56.

#### Scanno dal Seicento all'Ottocento
Tommaso d'Afflitto pretese che l'università di Scanno prendesse in affitto le montagne di Godi, di Corte e Valle Orsara e pretendendo delle gabelle annuali a cottimo per 1000 ducati. L'università, per non contestare i feudatari, accettò e si sobbarco una cifra non esigua e fece di tutto per subaffittare i pascoli feudali ai pastori. Siccome non si riusciva a ricavarne profitto tra la gabella e la spesa per il feudatario, non fu rinnovato l'affitto con conseguenti liti, minacce e nuove tasse. Susseguentemente, nel 1678 una nuova lite si accese fra Giulia D'Afflitto ed i suoi figli e l'Università che si rifiutava di riprendere in affitto le montagne per 1000 ducati annui. Così nel 1679 i feudatari contestarono agli abitanti di Scanno di donare le sessanta libbre di formaggio, che gli abitanti di Scanno erano soliti donargli a Natale. Giulia ricorse al re che diede ragione ai cittadini. L'anno seguente Giulia morì, ma i figli continuarono a richiedere di prendere in affitto le montagne. Nel 1682 i feudatari incarcerarono i governatori del comune e chiamarono un auditore che non poté fare altro che trovare gli altri rifugiati in chiesa, tuttavia i soldati si introdussero nelle case degli responsabili facendo confische arbitrarie. Il cancelliere dell'università per aver difeso il barone di Opi fu arrestato.
Gli abitanti si rivolsero al viceré che concesse il diritto di rifiutarsi di prendere in affitto sulle montagne dei feudatari. Tuttavia Ferdinando re di Napoli contestò ai locati di rivolgersi alle autorità giudiziarie. L’auditore gli diede però torto, così Ferdinando contestò all'Università i privilegi e le fida acquistati negli anni precedenti, ma la camera regia diede ragione all'università, ma quando Ferdinando si decise di chiedere l'intervento del consiglio comunale,  glielo vietò. In seguito per mettere fine a questi dissidi l'università si decise di comprare dai feudatari le montagne, le valli ed i territori di Iovana e Collangelo, ottenendone l'assenso regio verso il 1689.
Nel 1699 gli abitanti di Scanno erano 2614, mentre nel 1706 furono 2736.

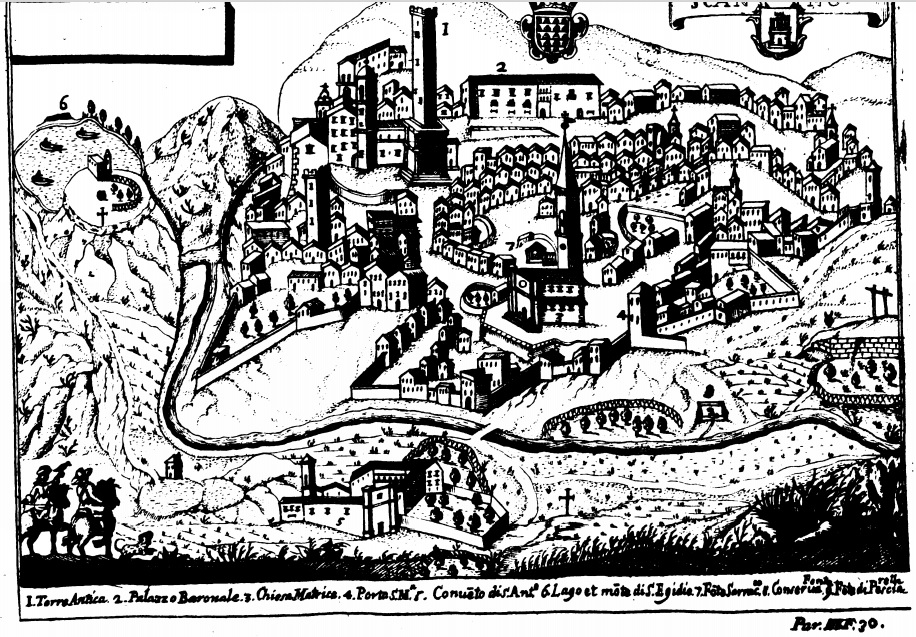
Mappa settecentesca di Scanno

Una carestia nel 1764 provocò un calo considerevole della popolazione (a Scanno si contarono 94 morti, di cui 27 al di sotto dei 15 anni), ma già nel 1804 si riprese contando già 2 600 abitanti.
Nel terremoto del 1706 crollò parte della chiesa della Madonna di Loreto (ossia l'attuale chiesa di Sant'Eustachio), la chiesa delle Anime Sante del Purgatorio e furono distrutte le contrade di Capocroce, San Rocco ed Istofumo. Frattura crollò quasi interamente. Per ben tre anni, gli abitanti furono costretti a vivere in baracche di legno.
Nel 1712 fu introdotto da Andrea Guerriero l'obbligo di denunciare il numero degli animali posseduti da ciascun locato.

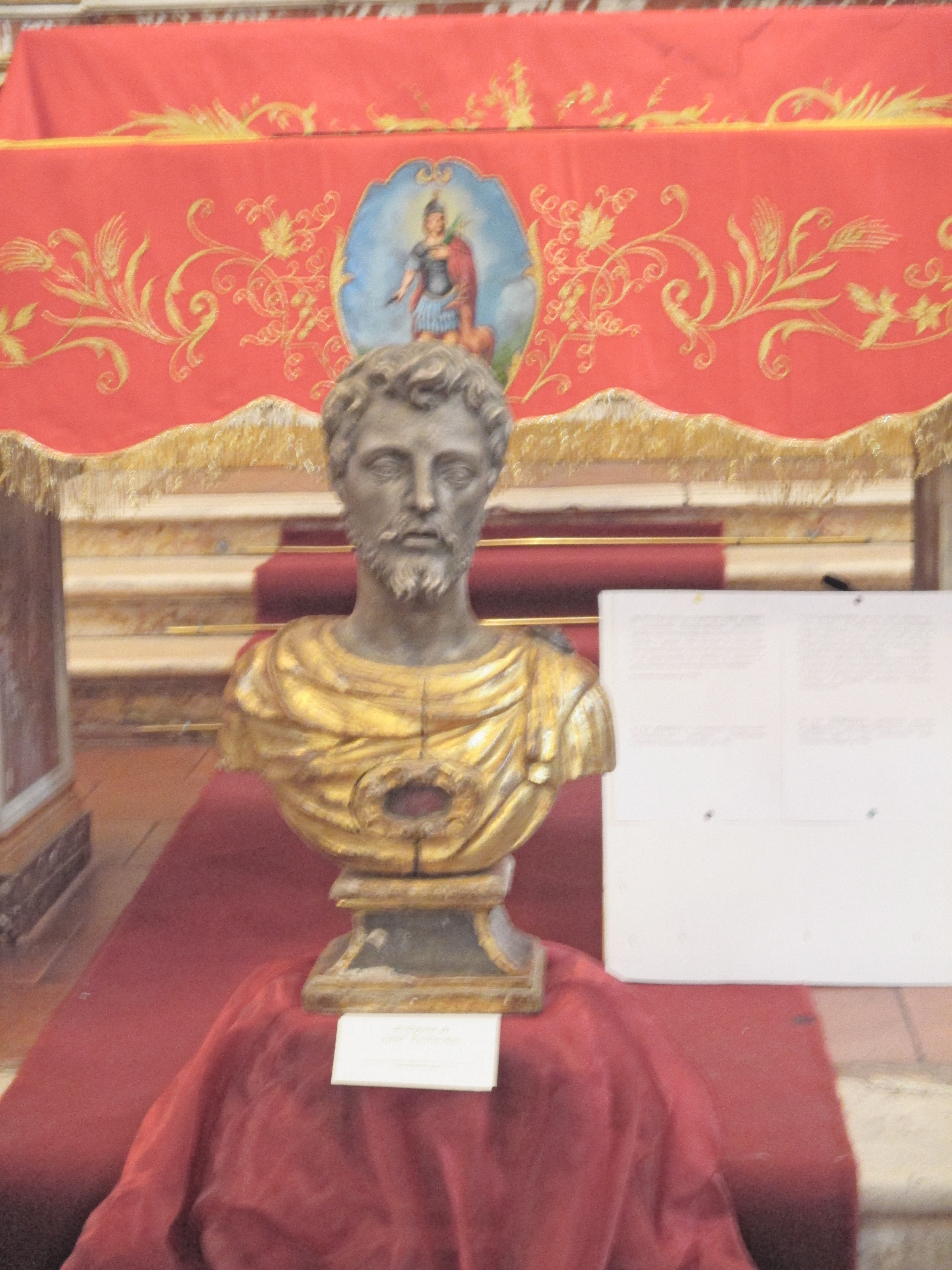
Reliquia di Sant'Eustachio conservata nel reliquiario della chiesa della Madonna della Valle

Nel 1753 furono portate a Scanno le ossa di Sant'Eustachio dal Vaticano, conservate nella chiesa madre di Santa Maria della Valle, ma prima presso la chiesa omonima.
Quando morì Tommaso d'Afflitto, il fratello cominciò a pretendere un aumento sulle tasse sulla gualcatura dei panni, e che la manutenzione delle gualchiere fu a carico dell'università. L'università ed i cittadini insorsero e di nuovo ricorsero alla Regia Udienza che fece lasciare le disposizioni com'era in passato.
Nel 1791 cominciò per Scanno il periodo del feudo dei Caracciolo del ramo di Melissano.
Nel 1806 la suddetta Dogana di Puglia fu abolita per via del governo francese di Napoleone Bonaparte, con questo atto tutti i privilegi e le franchigie goduti in precedenza dai pastori furono abolite e qualunque persona poté acquistare dei pascoli della corona. Così coloro che si dedicavano alla transumanza diminuirono. Anche i signorotti che investivano in questa attività, gradualmente preferirono dedicarsi all'agricoltura acquistando terreni più a valle o addirittura al Tavoliere. Nello stesso anno fu abolito anche il feudalesimo.
In seguito alcune bande brigantesche terrorizzarono la zona: nel 1807 Giovanni Ventresca di Introdacqua uccise a Frattura il prete di Villalago Luigi De Nino, altre bande utilizzano come rifugio il Altopiano delle Cinquemiglia, all'occasione invadevano i centri vicini. Uno di essi, Antonio Casparoni scrisse nella sua cronaca Mia vita di brigante le imprese del suo capobanda Michele Magari, tra cui quando, nel 1821 riuscendo a penetrare a Scanno, ma un massaro avvertendo i gendarmi costrinse i briganti alla fuga.
Nel 1839 la principessa Anna Francesca Caracciolo vendette la sua quota ai Di Rienzo, mentre la quota del Sanseverino fu devoluta al marchese di Villanova. In questa maniera alcune proprietà dei Di Sangro finirono al demanio regio, così come i pascoli di Pantano e Chiarano finirono nelle mani Di Rienzo.

### L'età contemporanea

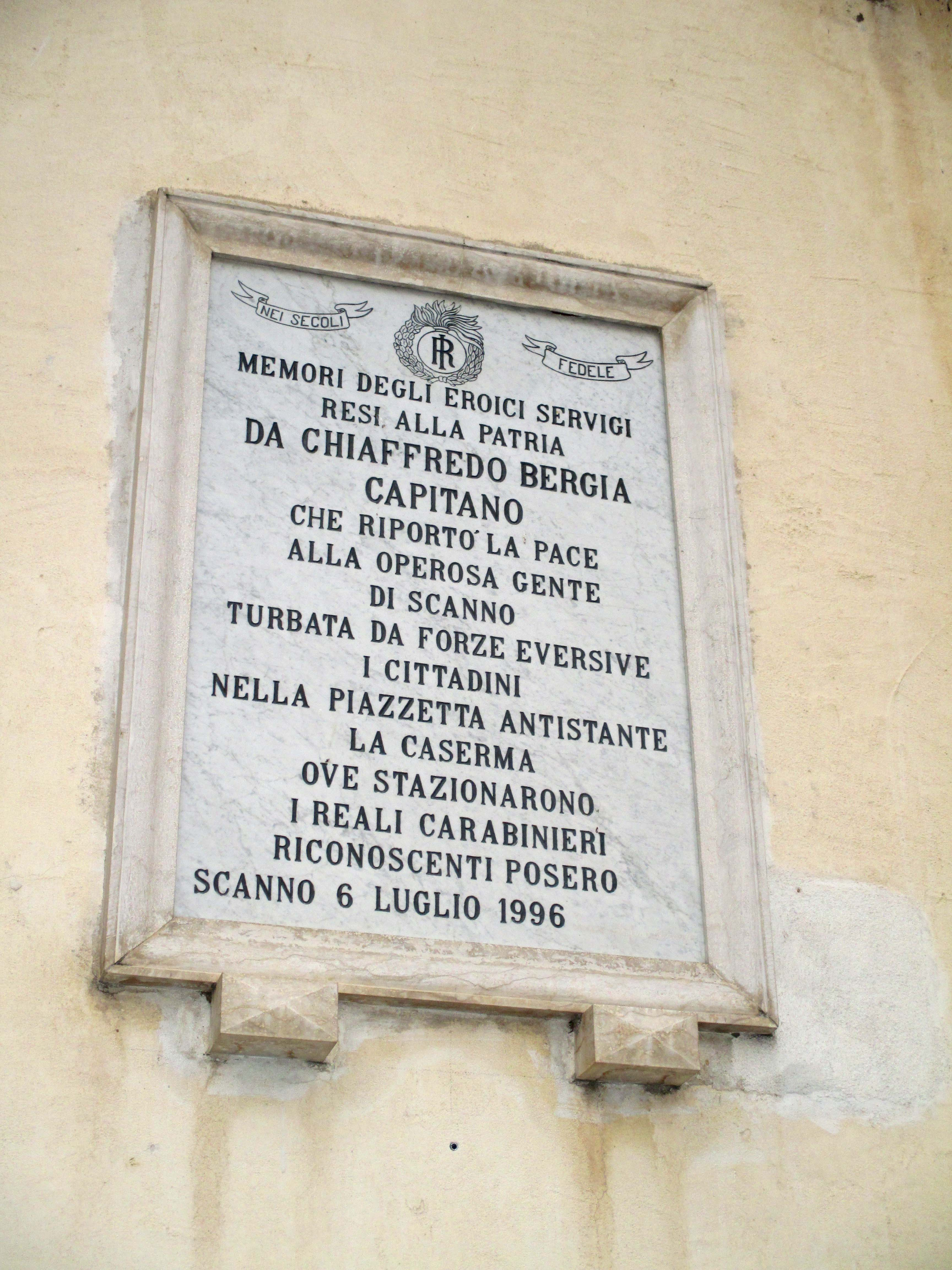
Lapide con dedica a Chiaffredo Bergia

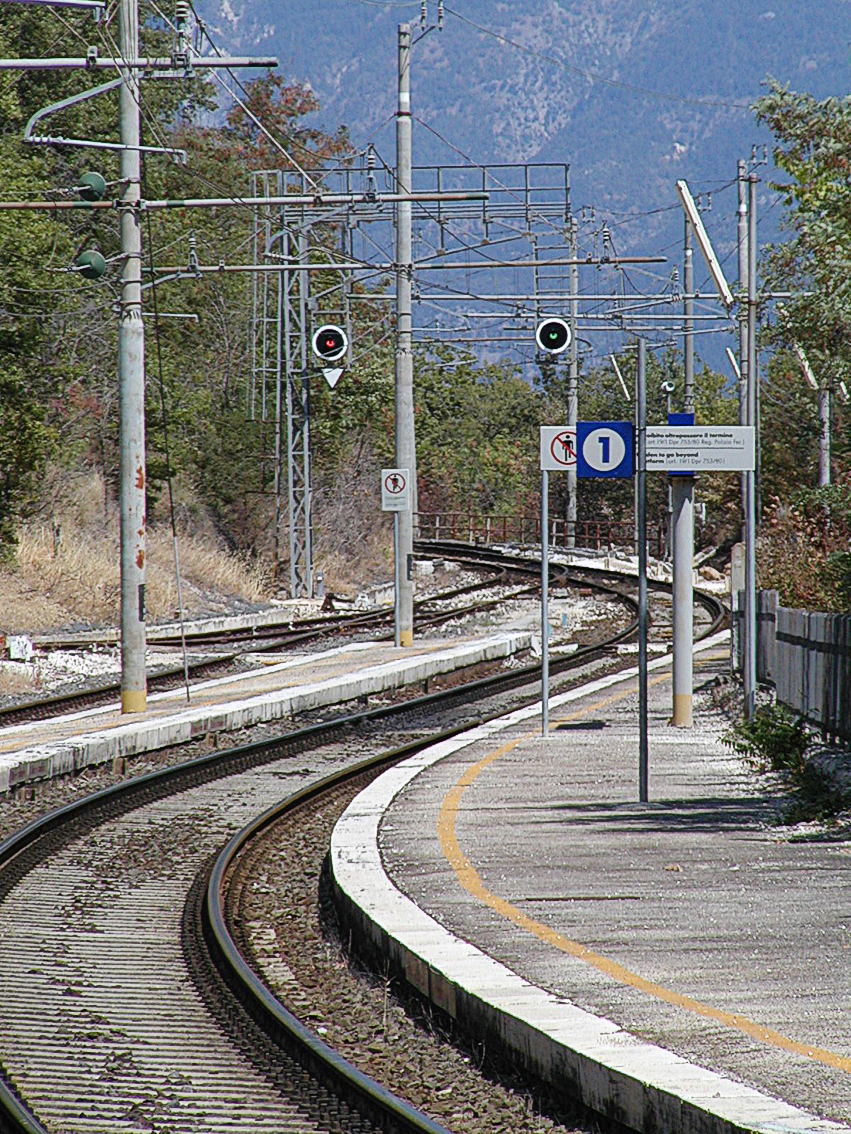
La ferrovia presso la stazione di Anversa-Villalago-Scanno

Nel 1862 a Scanno, a unificazione fatta del nuovo Regno d'Italia, col plebiscito presso il sagrato della chiesa convento di Sant'Antonio di Padova dei Minori Osservanti, giunsero i primi carabinieri della Guardia Regia, tra i quali c'era Chiaffredo Bergia che svolse parecchie indagini atte a sgominare il brigantaggio, tra le quali sono da citare: il 19 agosto 1862 in un appostamento uccise un brigante ed il 6 settembre dello stesso anno in una battuta contribuì alla cattura di tre uomini, nel 1863 tenne testa alla banda di Filippo Tamburrini presso l’altopiano di Le Prata, nel 1872 a Chiarano di Scanno catturò il brigante Croce di Tola di Roccaraso.
In questo periodo la famiglia Di Rienzo comincia a sostituire i feudatari, acquisendo i terreni e le proprietà tra il 1839 ed il 1877.
In seguito la borghesia locale si occupò di moti carbonari.
Nel 1887 fu inaugurata la stazione ferroviaria di Anversa degli Abruzzi ed in seguito la rotabile dalla stessa Anversa a Scanno, così fu costruita la porta nord di Scanno, demolendo il torrione dell'orologio presso la chiesa di San Rocco e creando un piazzale.

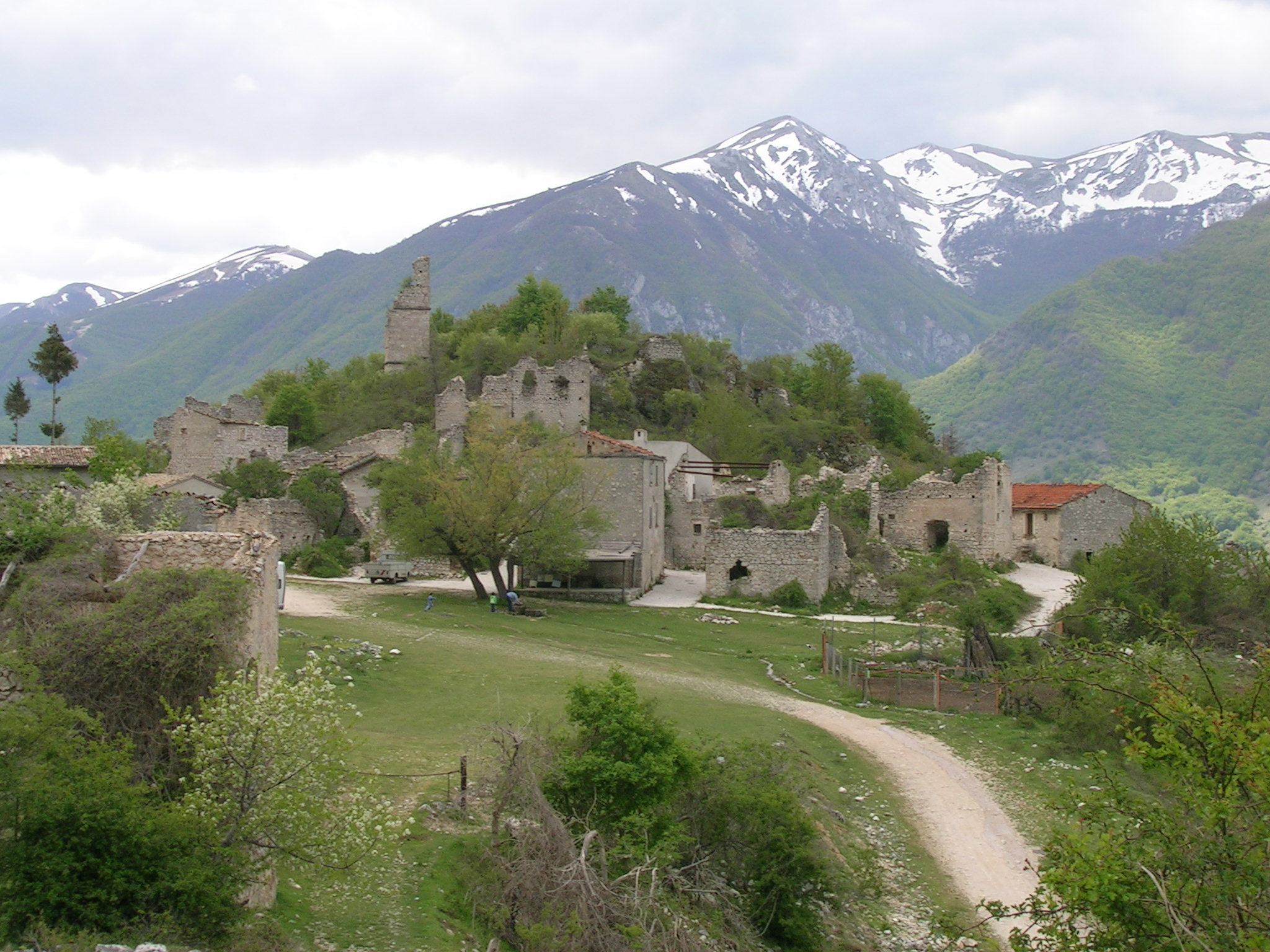
I ruderi di Frattura Vecchia distrutta nel terremoto del 1915

Frattura, nel 1915 fu distrutta da un violentissimo terremoto che ebbe epicentro nella Marsica, che distrusse Avezzano e città limitrofe del Fucino, che provocò 162 morti a Frattura "vecchia", su una popolazione complessiva di 500 abitanti, per paradosso, Scanno, pur essendo vicina, subì pochissimi danni. In seguito il paese fu ricostruito a valle col nome Frattura nuova. Negli anni '20 fu costruita una nuova diga presso il lago San Domenico a Villalago, aumentando i benefici dell'acqua che arrivava direttamente nelle case.

#### Scanno e la seconda guerra mondiale
Tra le due guerre mondiali vi fu una notevole emigrazione, specialmente in America, tuttavia un provvedimento fascista del 1936 vietò l'emigrazione, facendo rimanere negli anni cinquanta la popolazione intorno ai 5 000 abitanti. Ma un freno all'emigrazione fu portato anche dallo sviluppo turistico: il primo albergo fu fondato nel 1906, e tuttora funzionante, con l'ampliamento delle strade e dell'economia attorno al bacino lacustre, e con la pubblicità fatta da fotografi, viaggiatori, di cui si ricorda ad esempio il Viaggio pittoresco negli Abruzzi di Edward Lear scritto nel 1843-44, Scanno iniziò lentamente a far girare la propria economica sul turismo culturale ed enogastronomico, sfruttando anche le montagne, con la costruzione di impianti sciistici a Passo Godi e Monte Rotondo.
Durante la seconda guerra mondiale qualche personaggio illustre, tra cui Guido Calogero soggiornò a Scanno scrivendo alla redazione del circolo turistico locale della Foce: «Il vostro – stavo per dire il nostro – paese non ha sofferto per la guerra, a paragone di tanti altri.  Tuttavia è rimasto tagliato fuori da ogni comunicazione stradale; ha rischiato il pieno isolamento annonario, ha visto gran parte dei suoi cittadini abbandonare le proprie case per andare a cercare nelle lontane pianure della Puglia». In seguito Calogero fu raggiunto da Carlo Azeglio Ciampi, il quale fu ospitato da Nino Quaglione per circa sei mesi.

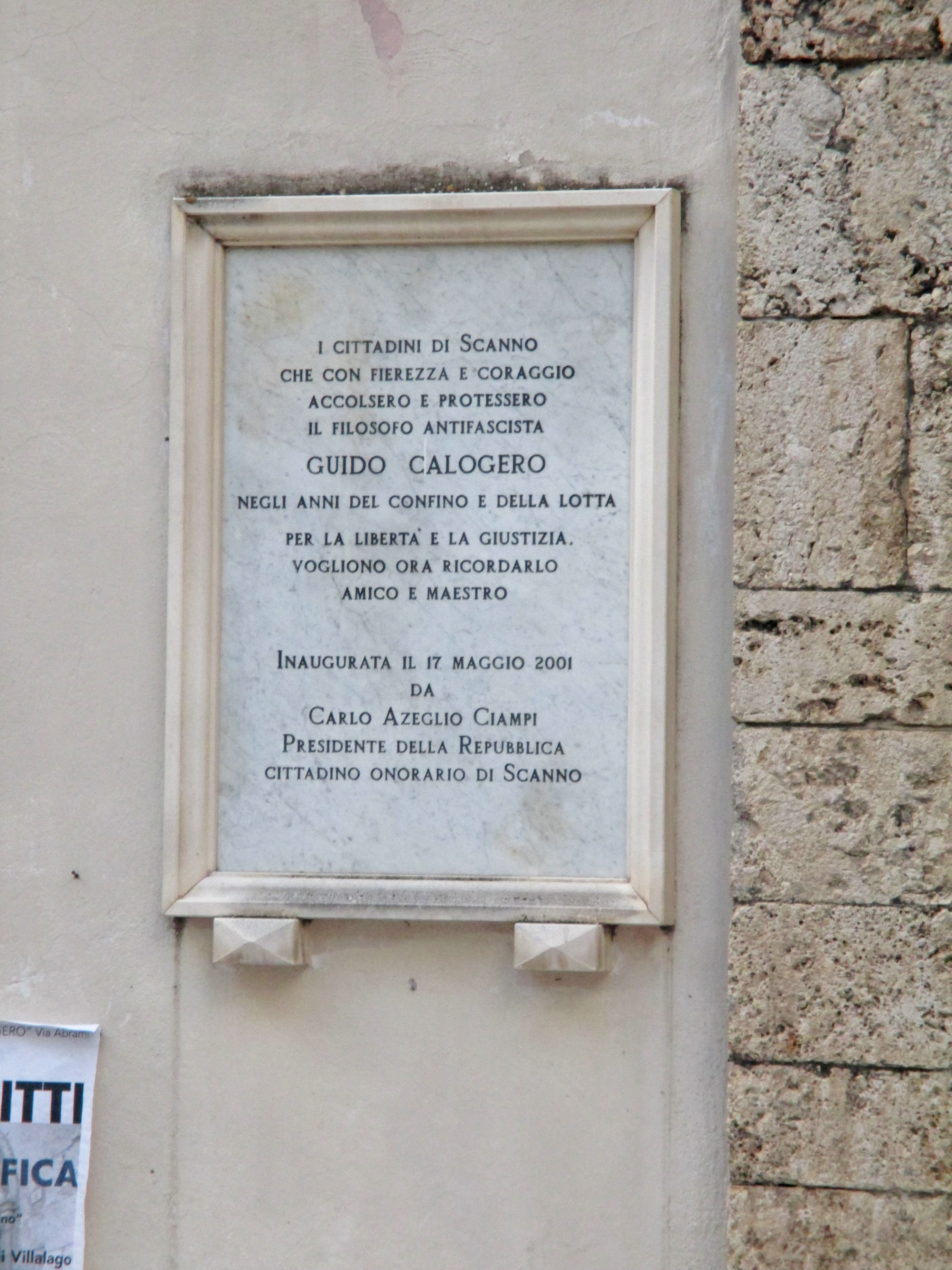
Targa dedicata a Guido Calogero posta sulla facciata dell'auditorium di Scanno

Nel 1944 arrivò a Scanno, attraverso il passaggio che fu chiamato il sentiero della libertà, con un gruppo di ex prigionieri anglo-americani che si riunirono ad un gruppo di militari regolari. Lo stesso Presidente della Repubblica Carlo Azeglio Ciampi vi partecipò perché era sfollato a Scanno, che infatti nel periodo bellico era usata come campo di prigionia per dissidenti politici, vista l'amenità del luogo difficile da raggiungere.

#### Scanno dagli anni '50 ad oggi
Il 7 settembre del 1955 fu inaugurata la seggiovia per Collerotondo che fu finanziata da cittadini, turisti ed emigranti.
Nel 1957 fu girato Scanno il film Uomini e lupi di G. De Sanctis, con Silvana Mangano, che racconta in chiave neorealista le vicende di un gruppo di pastori e lupari nelle impervie montagne degli Abruzzi nei primi del '800, quando era molto richiesta nei borghi la presenza del luparo.
In seguito con il boom economico il turismo divenne uno dei maggiori introiti del paese, tuttavia altri guadagni collaterali, il turismo è rimasta la lavorazione dei prodotti derivati dagli armenti.
Col terremoto dell'Aquila del 2009 le chiese della Madonna delle Grazie e la chiesa di Sant'Antonio da Padova subirono dei danni.

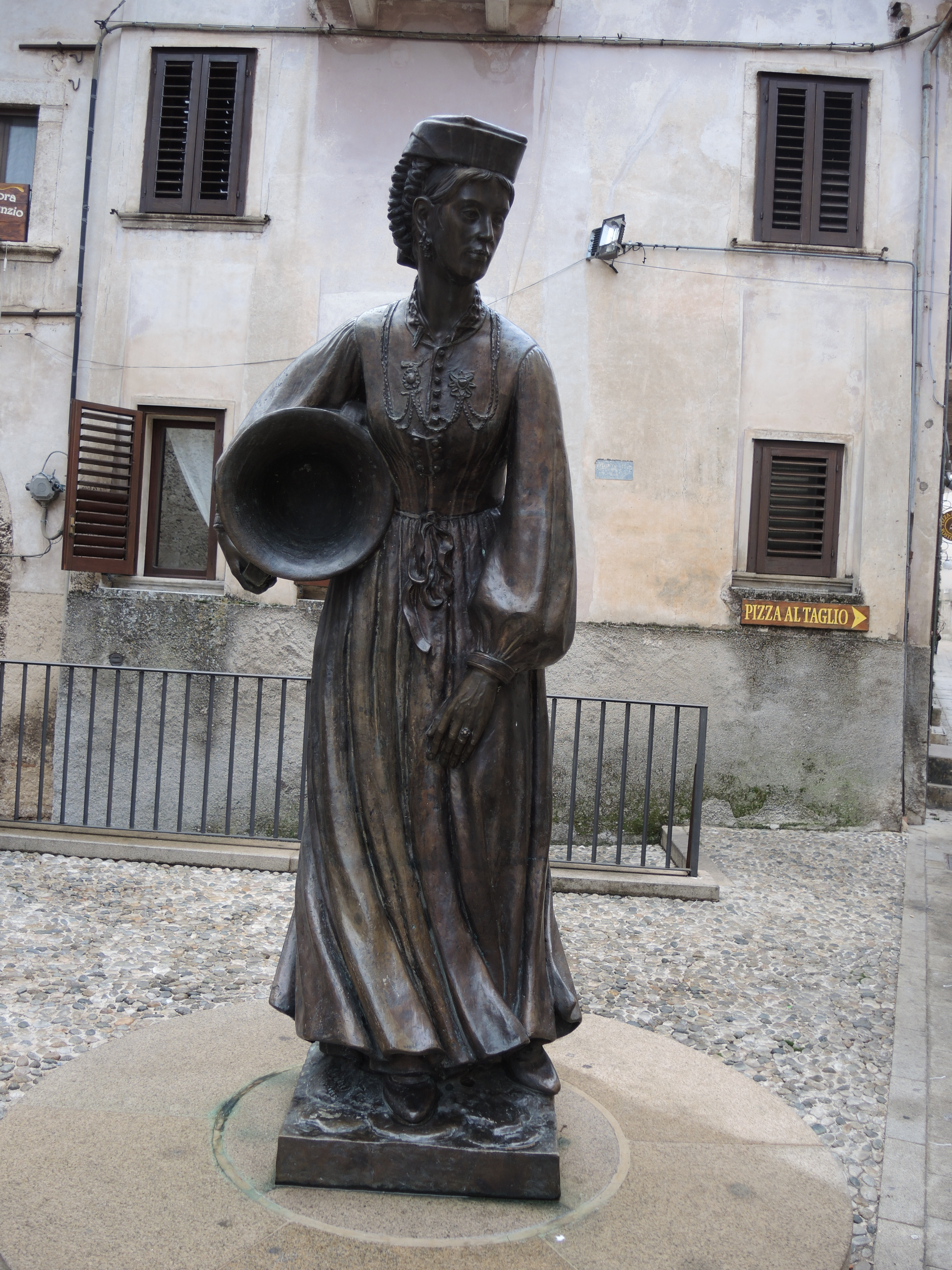
Nel nuovo millennio è stata inaugurata presso la chiesa della Madonna della Valle la statua della donna scannese nel vestito tipico, in bronzo

### Simboli del comune di Scanno
- Stemma: Rappresenta un castello grigio argento con porta nera e tre torri dello stesso colore aventi una finestra nera ciascuno ed una porta nera la torre centrale, tutte è tre sono merlate, le torri laterali hanno tre merli guelfi, mentre la centrale ne ha cinque. Lo sfondo è azzurro. Sotto lo stemma vi sono due rami di alloro, mentre sopra vi è una corona.
- Gonfalone: Consta di drappo verde con ricami argentati e su di esso è montato lo stemma con su scritto la denominazione del comune. L'asta verticale è ricoperta con velluto verde con bullette argentate e poste a spirale. Nella freccia vi è lo stemma comunale e sul gambo vi è rappresentato il nome. La cravatta è con i colori della bandiera italiana con la frangia d'argento.